# Orthotylus juglandis
Orthotylus juglandis är en insektsart som beskrevs av Henry 1979. Orthotylus juglandis ingår i släktet Orthotylus och familjen ängsskinnbaggar. Inga underarter finns listade i Catalogue of Life.